# Otter-Zentrum

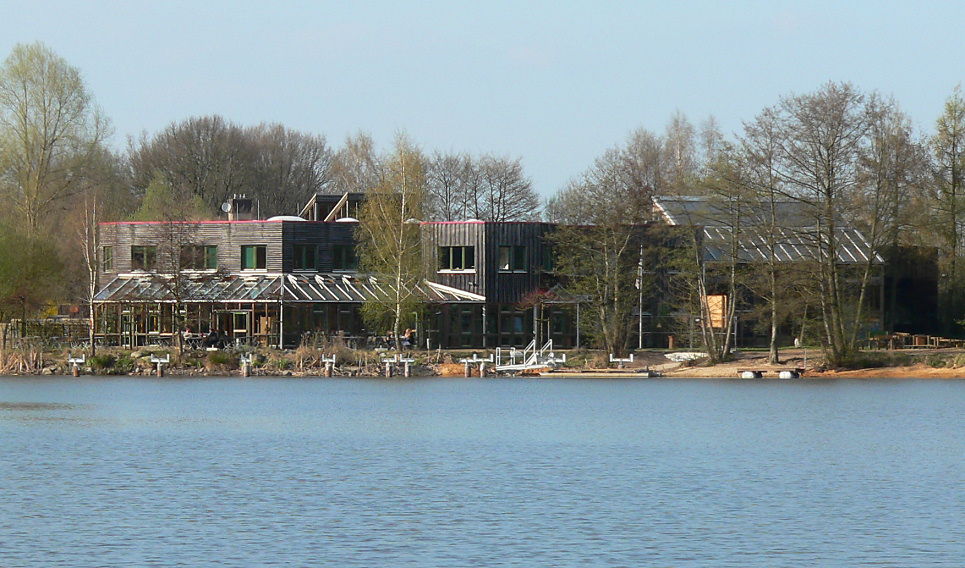
Hauptgebäude des Otter-Zentrums am Isenhagener See

Das Otter-Zentrum in Hankensbüttel im Landkreis Gifhorn ist ein Naturerlebnis-Zentrum, das auf einem sechs Hektar großen Freigelände am Isenhagener See bei Isenhagen liegt. Das Otter-Zentrum präsentiert die vom Aussterben bedrohte Tierart des Fischotters sowie mehrere verwandte Marderarten in natürlicher Umgebung. Die Einrichtung wird vom Verein Aktion Fischotterschutz e. V., einer staatlich anerkannten Naturschutzorganisation, betrieben und ist ein vielbesuchtes Ausflugsziel am Südrand der Lüneburger Heide.

## Geschichte

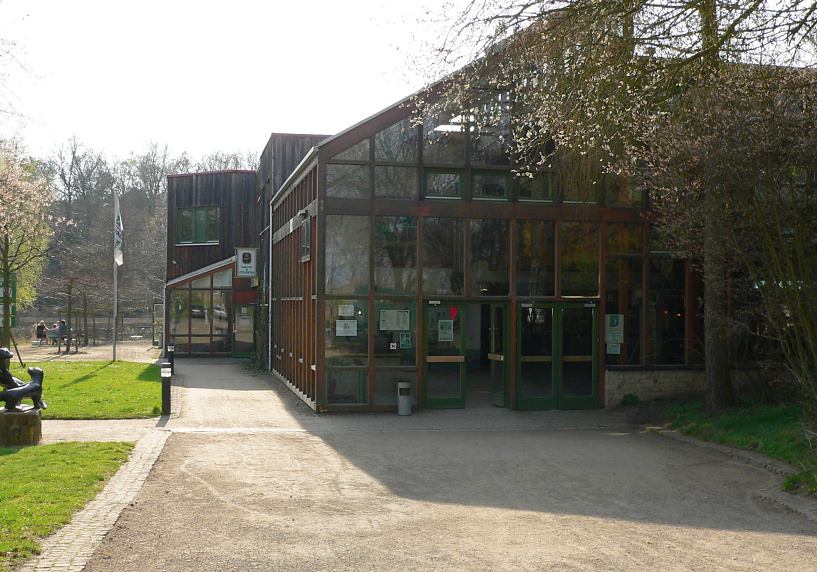
Eingang

Die Ursprünge des Otter-Zentrums sind im Fischotter-Forschungsgehege Oderhaus zu suchen, das die Niedersächsische Forstverwaltung 1979 bei Sankt Andreasberg im Harz einrichtete. Maßgeblich beteiligt war Claus Reuther als Beamter der Niedersächsischen Landesforstverwaltung. An dem wissenschaftlichen Untersuchungsprogramm war auch die 1979 in Braunlage gegründete Aktion Fischotterschutz e. V. beteiligt, die Reuther ins Leben gerufen hatte. Als 1986 das Projekt beendet wurde, entwarf der Verein ein Konzept für ein Otter-Zentrum, das 1988 in Hankensbüttel eröffnet wurde. Dabei wandelte sich der Verein von einem reinen Fischotterschutzverein zu einer staatlich anerkannten Naturschutzorganisation. Initiator des Otter-Zentrums war Claus Reuther, der auch seit Beginn dessen Leiter war. Einen Rückschlag erlitt die Einrichtung 1993 durch einen schadensträchtigen Brand des Hauptgebäudes. Reuther wurde der schweren Brandstiftung verdächtigt, aber 1995 vom Landgericht Hildesheim freigesprochen. Er verstarb 2004.

### Ausgewählter Ort 2006
2006 wählte die Initiative Deutschland – Land der Ideen das Otter-Zentrum als einen der „365 Orte im Land der Ideen“. Es gewann unter 1.200 Bewerbungen die Möglichkeit, sich bei der Fußball-Weltmeisterschaft 2006 dem nationalen und internationalen Publikum vorzustellen. Die Initiative wurde von der Bundesregierung und dem Bundesverband der Deutschen Industrie (BDI) getragen und stand unter der Schirmherrschaft des Bundespräsidenten Horst Köhler.

## Tiere und Lebensräume

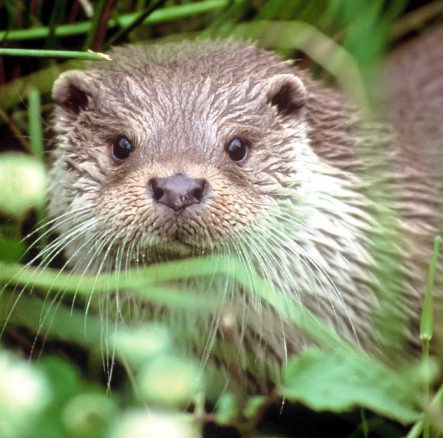
Otter im Freigehege

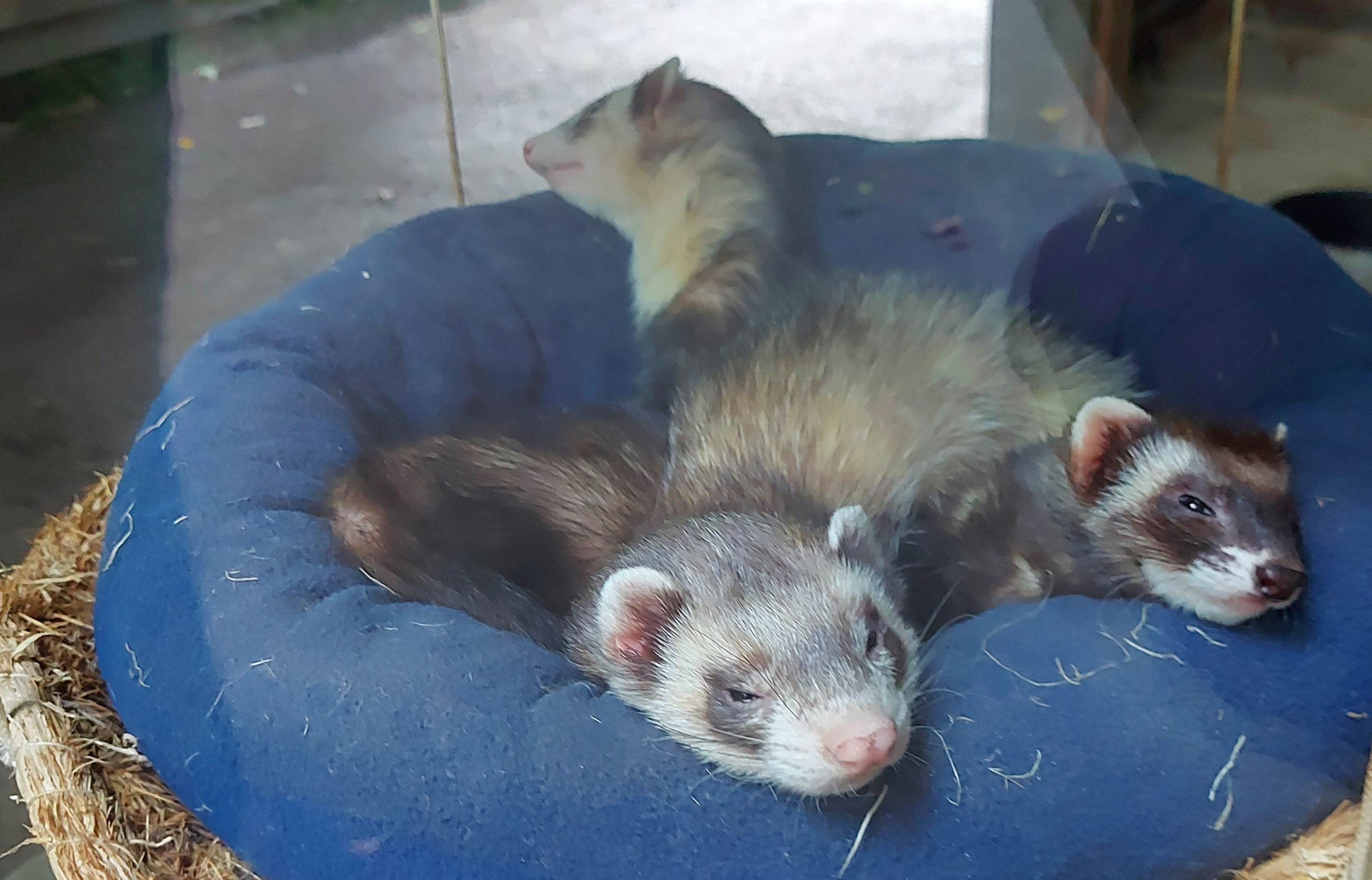
Frettchen (Mustela putorius furo) in ihrem Schlafplatz

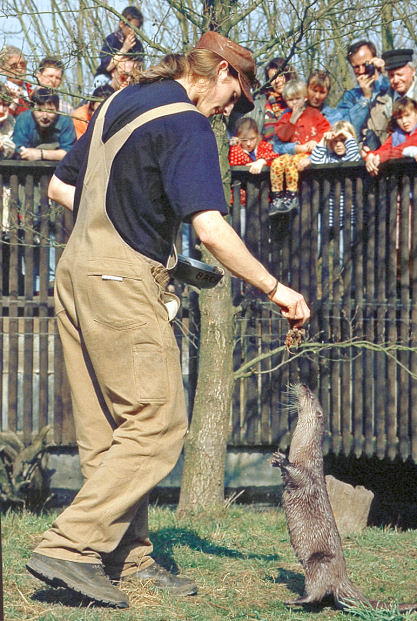
Otter-Schaufütterung

Die Fischotter werden in großräumig gestalteten Gehegeanlagen naturnah an Gewässerläufen und Teichen gehalten. Daneben gibt es in Gehegen verschiedene Marderarten als nächste Verwandte des Otters. Die Präsentation mehrerer Arten ist in dieser Art und Weise einzigartig.
- Dachs
- Hermelin (einziges Hermelin-Freigehege der Welt)
- Iltis
- Frettchen
- Steinmarder
- Baummarder (einziges Baummarder-Freigehege Europas)
- Europäischer Nerz
- Amerikanischer Mink

Gehegeanlagen sind:
- Dachshügel mit 17 Meter langem Besuchertunnel
- Hermelin-Heide
- Otter-Teich
- Otter-Wasserfall
- Otter-Bach mit Unterwasserbeobachtung und Aussichtsplattform
- Steinmarder-Klause
- Steinmarder-Scheune
- Baummarder-Gehege
- Iltis-Sumpf
- Nerz-Moor

Die Tier- und Lebensräume sind der natürlichen Umgebung der Tiere nachempfunden. Es gibt die Lebensräume:
- Dorf
- Sumpf
- Moor
- Heide
- Heckenlandschaft
- Stehende Gewässer (Fischteiche und Weiher)
- Fließgewässer
- Wald mit Rundgang in 3,5 Meter Höhe

## Besucher
Jährlich kommen in das Otter-Zentrum (nach eigenen Angaben) rund 100.000 Besucher. Die Einrichtung führt im Jahresverlauf etwa 60 Sonderveranstaltungen, vor allem für Kinder, durch, zum Beispiel Leben als Indianer, in der Steinzeit, im Wikinger-Lager usw. An Besuchereinrichtungen sind vorhanden: Besucherhalle, Bootsverleih, Otter-Shop, Restaurant und Gaststätte.

## Umweltbildung

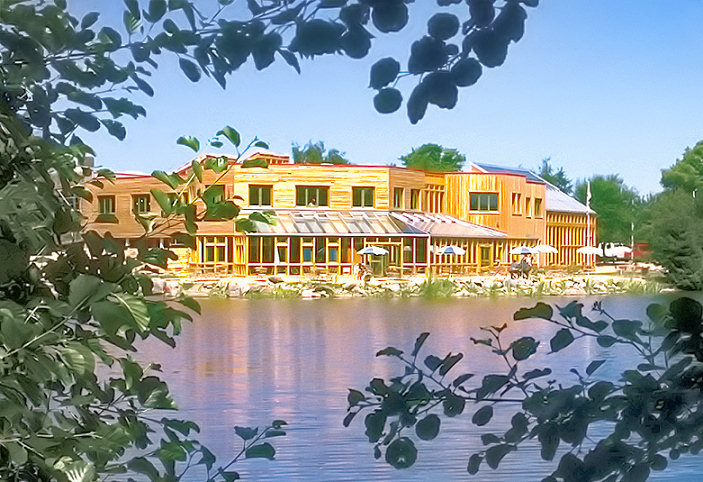
Otter-Zentrum

Die Einrichtung verfolgt das Konzept der Umweltbildung durch praktisches Lernen und Experimentieren. Auf dem gesamten Gelände wird den Besuchern Umwelt- und Naturschutz unter dem Motto Spiele und Lerne nahegebracht. Zu diesem Zweck existiert eine Reihe mechanischer Vorrichtungen, die dabei helfen, Sachverhalte zu verdeutlichen – so kann man beispielsweise einen hölzernen Steinmarder mit magnetischen Bildplättchen füttern, um zu sehen, welche Nahrung diese Tierart tatsächlich annimmt.
Die Lernspiele unterscheiden sich mitunter sehr stark voneinander, als „roter Faden“ zieht sich aber auch eine Reihe aufklappbarer Fragezeichen durch das Otter-Zentrum, an denen man sein eigenes Wissen auf die Probe stellen kann.

## Forschung
Neben der Informationsvermittlung widmet sich das Otter-Zentrum auch der Forschung, die größtenteils in einem vom öffentlichen Bereich abgetrennten Areal betrieben wird. Die Forschungsgehege orientieren sich an den Anforderungen des Fischotters und sind ausnahmslos mit Teichen ausgestattet, während die kleineren Innengehege der angegliederten Quarantäne-Station auch für andere Arten geeignet sind.
Außerdem werden die Nachzuchten der Aktion Fischotterschutz in der Regel auf dem Forschungsgelände gezeugt und geboren, um den trächtigen Fähen ein möglichst ruhiges Umfeld für die Geburt zu bieten.

## Biotopschutz
Das Otter-Zentrum kaufte oder pachtete an verschiedenen Orten in Niedersachsen Flächen an Gewässerläufen an, um sie zu Otter-Ruheräumen zu entwickeln. Dabei wurde auch das kanalisierte Gewässersystem der Ise revitalisiert und naturnah gestaltet. Der Modellversuch wurde vom Bundesumweltministerium gefördert.
Ein wichtiges Prinzip bei dieser Form des Biotopschutzes ist es, die geschützten Gebiete nicht großflächig abzusperren, sondern auf Zusammenarbeit und Verständnis der Anlieger zu bauen: Die landwirtschaftliche Nutzung wird dabei nicht verboten, sondern in naturverträgliche Bahnen gelenkt. Konkret bedeutet dies, dass nur die Uferrandstreifen vollständig unangetastet bleiben, während auf der restlichen Fläche extensive Grünlandwirtschaft betrieben werden kann.